# Point noir (film)
Pour les articles homonymes, voir Point noir (homonymie) et Uptight.
Pour plus de détails, voir Fiche technique et Distribution.
Point noir (Uptight) est un film américain réalisé par Jules Dassin, sorti en 1968.

## Synopsis
Après l'assassinat de Martin Luther King, Johnny Wells, un révolutionnaire charismatique part braquer un dépôt d'armes avec sa bande. Tank, un alcoolique sans emploi, lui, veut suivre l'approche non violente prônée par Martin Luther King. Johnny l'entraine dans le coup, mais celui-ci fait capoter l'opération. Tank, plein de remords, se rend chez B. G., leader révolutionnaire.

## Fiche technique
- Titre : Point noir
- Titre original : Uptight
- Autre titre : Up Tight!
- Réalisation : Jules Dassin
- Scénario : Jules Dassin, Ruby Dee et Julian Mayfield d'après le roman de Liam O'Flaherty
- Musique : Booker T. Jones
- Photographie : Boris Kaufman
- Montage : Robert Lawrence
- Production : Jules Dassin
- Société de production : Marlukin
- Société de distribution : Paramount Pictures (États-Unis)
- Pays de production :  États-Unis
- Genre : Drame et thriller
- Durée : 104 minutes
- Dates de sortie : 
  - États-Unis : 28 décembre 1968
  - France : 14 mai 1969

## Distribution
- Raymond St. Jacques : B. G.
- Ruby Dee : Laurie
- Frank Silvera : Kyle
- Roscoe Lee Browne : Clarence
- Julian Mayfield : Tank
- Janet MacLachlan : Jeannie
- Max Julien : Johnny
- Juanita Moore : Mama Wells
- Dick Anthony Williams : Corbin
- Michael Baseleon : Teddy
- John Wesley : Larry
- Ji-Tu Cumbuka : Rick
- Ketty Lester : Alma
- James McEachin : Mello

## Accueil
Le critique Roger Ebert a donné au film la note de 3/4.